# A Civil Action
A Civil Action (en España, Acción civil; en Hispanoamérica, Una acción civil) es una película dramática estadounidense de 1998 dirigida por Steven Zaillian y con actuación de John Travolta y Robert Duvall. El filme está basado en el libro homónimo de Jonathan Harr, el cual a su vez está basado en un caso judicial sobre contaminación hídrica que tuvo lugar en los años 80 en la localidad de Woburn, Massachusetts.
A lo largo de la película, una pequeña firma de abogados lleva ante los tribunales a varias empresas cercanas a un río de Woburn, acusándolas de arrojar productos extremadamente contaminantes (Disolvente, tricloroetileno y Silicona) que parecen estar relacionados con la muerte y el empeoramiento de la salud de algunos vecinos del lugar por causas de leucemia y cáncer.
El caso se dio a conocer como Anne Anderson, et al., v. Cryovac, Inc et al. siendo este el primer caso de alegación del acta 96 F.R.D 431 (denegación de la acusación a desestimar).
Duvall fue propuesto como candidato a un Óscar al Mejor Actor.

## Argumento
Jan Schlichtmann (John Travolta) recibe la llamada de Anne Anderson (Kathleen Quinlan), una mujer que perdió a su hijo por leucemia, aparentemente por la contaminación de un río cuya agua llega a los grifos de las casas, Anne le pide acciones legales contra los responsables.
Varios vecinos de la localidad afectada se reúnen con él y le explican como en poco tiempo se han incrementado los casos de cáncer, sospechando que las empresas están vertiendo productos tóxicos al agua. Debido a que se trata de empresas multimillonarias, rechaza el caso al considerar que no llegaría a buen puerto, sin embargo, al revisar el río y varias tenerías acepta el caso y emprende acciones legales contra las empresas Beatrice Foods y W. R. Grace and Company al estar relacionadas con las tenerías. Al mismo tiempo piensa que este caso podría ser positivo para él y su firma.
En una vista previa ante la Corte Federal, Jan representa las familias afectadas, las cuales exigen la limpieza de la zona contaminada y una disculpa, sin embargo, el caso empieza a pasar factura tanto a Jan como sus compañeros (Tony Shalhoub y Željko Ivanek), quienes, a pesar de los problemas financieros que conlleva el pleito y la influencia de las empresas demandadas, deciden seguir adelante aunque eso les pueda llevar a la ruina.
Sin embargo, Jan se deja llevar por su orgullo y rechaza cualquier acuerdo económico al pensar que la cosa no va de dineros y declara que si ganan el juicio pagarán los costes del mismo, mientras tanto, su pequeña firma va endeudándose cada vez más. Tras un largo proceso, el juez falla a favor de los demandados contra la empresa W. R. Grace, pero no así con Beatrice Foods (que le ofreció una indemnización de 20 mill. de dólares). Con la primera llega a un acuerdo extrajudicial por 8 mill. de dólares, por lo que la indemnización no alcanza a cubrir los gastos del juicio y la firma de Jan quiebra mientras que las familias se quedan decepcionadas por el resultado.
No obstante, Jan no se rinde, y tras escribir a la EPA sobre el caso, la agencia medioambiental decide retomar el caso y así recurrir a la apelación.
En las últimas escenas de la película en la que se ven envueltos los personajes anteriormente demandados, se cuenta mediante fotogramas el destino de las respectivas empresas con el resultado final de que ambas quebraron tras tener que costear las indemnizaciones y la limpieza total del área contaminada llevadas así a la bancarrota, mientras que Jan (quien trabaja actualmente en Boston para la EPA) prosiguió ejerciendo la abogacía en asuntos medioambientales al mismo tiempo que tardó varios años en pagar los créditos al banco.

## Reparto
Demandantes
- John Travolta es Jan Schlichtmann.
- Tony Shalhoub es Kevin Conway.
- William H. Macy es James Gordon.
- Zeljko Ivanek es Bill Crowley.
- Kathleen Quinlan es Anne Anderson.
- Mary Mara es Kathy Boyer.

Demandados
- Robert Duvall es Jerome Facher.
- Bruce Norris es William Cheeseman.
- Peter Jacobson es Neil Jacobs.
- Sydney Pollack es Al Eustis.

Otros personajes
- John Lithgow es Juez Walter J. Skinner
- Dan Hedaya es John Riley.
- James Gandolfini es Al Love.
- Stephen Fry es Pinder.
- Howie Carr es Presentadora de radio.
- Kathy Bates es Juez (inacreditada).

## Recepción
Las críticas fueron en general positivas: la website Rotten Tomatoes calificó la película con un 60% de nota ante el consenso de los críticos al definirla de "inteligente y nada convencional". Sin embargo y a pesar de las críticas y la nominación de Duvall al Óscar, la producción registró un éxito discreto en la taquilla.
La recaudación comercial fue inferior al presupuesto inicial (56 mill. dólares frente a 75 mill del presupuesto). Durante su estreno en los cines, compartió cartel con otras películas taquilleras como Shakespeare in Love, El príncipe de Egipto, You've Got Mail, Stepmom y Patch Adams.